# Finnischer Fußballpokal 1989
Der Finnische Fußballpokal 1989 (finnisch Suomen Cup 1989) war die 35. Austragung des finnischen Pokalwettbewerbs. Er wurde vom finnischen Fußballverband ausgetragen. Das Finale fand am 14. Oktober 1989 im Olympiastadion Helsinki statt.
Pokalsieger wurde Kuopion PS. Das Team setzte sich im Finale gegen Titelverteidiger Haka Valkeakoski durch und qualifizierte sich damit für den Europapokal der Pokalsieger.
Alle Begegnungen wurden in einem Spiel ausgetragen. Bei unentschiedenem Ausgang wurde das Spiel um zweimal 15 Minuten verlängert. Stand danach kein Sieger fest, folgte ein Elfmeterschießen.

## Teilnehmende Teams
Die Teilnahme war freiwillig. Insgesamt 261 Mannschaften hatten für den Pokalwettbewerb gemeldet. Die zweigeteilte 1. Runde, in der sich die Sieger der ersten und zweiten Liga für die 5. Runde qualifizierten, wurde abgeschafft. Stattdessen stiegen die Zweitligisten in der 5. Runde ein, die Erstligisten in der 6. Runde.
| Runde         | Zugänge | Sieger der letzten Runde | Spiele / Sieger |
| ------------- | ------- | ------------------------ | --------------- |
| 1. Runde      | 28      | –                        | 14              |
| 2. Runde      | 2090    | 14                       | 1110            |
| 3. Runde      | –       | 112 *                    | 56              |
| 4. Runde      | –       | 56                       | 28              |
| 5. Runde      | 12      | 28                       | 20              |
| 6. Runde      | 12      | 20                       | 16              |
| 7. Runde      | –       | 16                       | 08              |
| Viertelfinale | –       | 08                       | 04              |
| Halbfinale    | –       | 04                       | 02              |
| Finale        | –       | 02                       | 01              |
| Gesamt        | 2610    |                          | 2600            |

## 1. Runde
|                         | Ergebnis              |                         |
| ----------------------- | --------------------- | ----------------------- |
| Ylis-78 Puotila         | 00:12                 | IF Gnistan              |
| Urjalan Palloseura      | 01:10                 | Käpylän Urheilu-Veikot  |
| FC Viikingit            | 0:0 n. V. (3:4 i. E.) | Helsingin Plootu-Veikot |
| Laajasalon Palloseura   | 5:0                   | JAH Helsinki            |
| PK-50 Vantaa            | 0:2                   | FC Honka Espoo          |
| Vantaan Takopallo       | 00:13                 | Leppävaaran Pallo       |
| FC Topparit             | 0:2                   | BK-46 Karis             |
| Kaarinan Pojat          | 2:0                   | Uudenkaupungin Roima    |
| Mänttän Valo            | 1:0                   | Tammer Futis            |
| Kanavan Pallo-80        | 2:3                   | Suurmäen Pallo          |
| Etelä-Kuopion Ilves     | 5:0                   | Nilsiän Pallo-Haukat    |
| Valmerin Pallo          | 0:2                   | Pateniemen Vesa         |
| Pellon Ponsi            | 03:0 1                | Karihaaran Visan Pallo  |
| Kuopion Jalkapallokerho | 0:5                   | Tornion Pallo -47       |

## 2. Runde
|                                | Ergebnis              |                                 |
| ------------------------------ | --------------------- | ------------------------------- |
| Karkkilan Urheilijat           | 0:4                   | Helsingin Palloseura            |
| Trikiinit Helsinki             | 0:4                   | Väiski-67 Helsinki              |
| Team Grani Kauniainen          | 2:1 n. V.             | Hangö IK                        |
| Helsingin Kullervo             | 0:3                   | Hyvinkään Palloseura            |
| Malmin Pallo                   | 4:1                   | Horman Hiisi Lohja              |
| Nummelan Palloseura            | 4:1                   | Järvenpään-83 PS                |
| Lohjan Pallo                   | 0:2                   | Helsingfors IFK                 |
| Kontulan Urheilijat -72        | 1:4                   | Hangö AIK                       |
| Vanun Veikot                   | 1:4                   | Porvoon Akilles                 |
| Kiffen Ungdom Helsinki         | 1:2 n. V.             | Espoon Palloseura               |
| FC Grani Rowdies               | 2:4                   | Ekenäs IF                       |
| Pro Team Tampere               | 1:2                   | Tikkurilan PS                   |
| Rajakylan Yritys Vantaa        | 0:6                   | Malmin Palloseura               |
| Malmin Ponnistajat             | 0:7                   | Helsingin Pallo-Pojat           |
| Järvenpään PS                  | 2:3                   | Suurmetsän Urheilijat           |
| IF Sibbo-Vargarna              | 1:2                   | Olarin Tarmo-77                 |
| Käpylän Urheilu-Veikot         | 0:2                   | FC Kiffen 08 Helsinki           |
| Kanuuna Espoo                  | 00:3 1                | Keravan Pallo-75                |
| FC Ogeli                       | 3:1 n. V.             | PK-35 Helsinki                  |
| Porvoon Weikot                 | 03:0 2                | Pitäjänmäen Tarmo               |
| Helsingin Johanneksen Dynamo   | 2:4                   | BK-46 Karis                     |
| SexyPöxyt                      | 2:0                   | Käpylän Pallo                   |
| Tuuba-85 Helsinki              | 0:4                   | FC Honka Espoo                  |
| Kyron Palloseura               | 00:10                 | FC Käpylä                       |
| Ruskeasuon Palloseura          | 00:3 3                | Esbo BK                         |
| Zenith Myllypuro               | 3:4                   | Laajasalon Palloseura           |
| Itä-Helsingin Raketit          | 0:4                   | FC Canon Helsinki               |
| Helsingin Plootu-Veikot        | 0:1                   | Puotinkylän Valtti              |
| FC Norssi Helsinki             | 0:0 n. V. (4:3 i. E.) | IF Gnistan                      |
| Hyvinkään Apollo               | 0:8                   | Grankulla IFK                   |
| Leppävaaran Pallo              | 1:2 n. V.             | Helsingin Ponnistus             |
| Rajamäen Kehitys               | 1:8                   | FinnPa Helsinki                 |
| Kimito SF                      | 1:4                   | IFK Mariehamn                   |
| Ihoden Kiri                    | 0:4                   | Kaarinan Pojat                  |
| Huhtamon Nuorisoseura          | 0:3                   | Piikkiön Palloseura             |
| Turun Nahkakuula-75            | 0:4                   | ÅIFK Turku                      |
| Ruosniemen Visa                | 3:5                   | Pihlavan Tyoväen Urheilijat     |
| Kokemäen Kova-Väki             | 0:2                   | Euran Pallo                     |
| Nummen Hukat                   | 0:3                   | Turun Weikot                    |
| Salamanterit Satakunta         | 1:3                   | Musan Salama                    |
| Veijarit Turku                 | 0:2                   | Rauman Pallo                    |
| Luvian Kisatoverit             | 2:1 n. V.             | Mänttän Kiri                    |
| Kellon Työväen Urheilijat      | 1:4                   | Pargas IF                       |
| Naantalin VG-62                | 0:3                   | Pallo-Iirot Rauma               |
| Turun Ponteva                  | 2:1                   | Raision Palloseura              |
| Jämsänkosken Ilves             | 3:1                   | Eurajoen Pallo                  |
| Harjavallan Pallo              | 2:1                   | Porin Palloilijat               |
| Urjalan Palloseura             | 0:1                   | Forssan A-Futis                 |
| Tampereen Kisa-Toverit         | 2:1 n. V.             | Seiskat Lahti                   |
| Pirkkalan Viri                 | 2:3 n. V.             | FC Reipas                       |
| Janakkalan Pallo               | 0:4                   | Riihimäen Palloseura            |
| Heinolan Palloseura            | 03:0 4                | Orimattilan Pedot               |
| Paltsarit Tampere              | 3:2                   | Tammerfors BK                   |
| Mäntsälän Urheilijat           | 1:3                   | Lahden City Stars               |
| Kangasalan Voitto              | 1:3                   | Hämeenlinnan Härmä              |
| Vammalan Palloseura            | 7:2                   | Lammin Veto                     |
| Liipolan Kisa                  | 7:1                   | Messukylän Toverit              |
| Mänttän Valo                   | 1:0                   | Tampereen-Viipurin Ilves Kissat |
| Akaan Pallo                    | 2:1                   | Nokian Pyry JK                  |
| Iittalan Pallo                 | 0:1 n. V.             | Pallo Kärpat Hämeenlinna        |
| Viialan Peli-Veikot            | 2:3                   | Tervakosken Pato                |
| Sääksjärven Loiske             | 1:2                   | Tampereen Pallo-Veikot          |
| Tampereen Palloilijat          | 3:2                   | RRR Tampere                     |
| PP-70 Tampere                  | 4:0                   | Hämeenlinnan Pallokerho         |
| Ylöjärven Ryhti                | 0:2                   | PS-44 Valkeakoski               |
| Suurmäen Pallo                 | 0:2                   | Toijalan Pallo -49              |
| Pallopäät Tampere              | 0:7                   | Ilves-Pallo Tampere             |
| Loviisan Riento                | 1:2                   | Kulmuri Kuusankoski             |
| Mikkelin Kissat                | 3:0                   | Joutsenon Kullervo              |
| Savonlinnan Työväen Palloseura | 1:0                   | Sudet Kouvola                   |
| Myllykosken Toverit            | 00:10                 | Lauritsalan Työväen Palloilijat |
| Purha Inkeroinen               | 0:5                   | Simpeleen Urheilijat            |
| Kotkan PS                      | 0:2                   | Savitaipaleen Urheilijat        |
| Loviisan Tor                   | 1:2                   | Imatran Pallo-Salamat           |
| Buta Kotka                     | 2:3                   | FC Kotka                        |
| Tampereen Vihuri               | 2:3                   | Kotkan Työväen Palloilijat      |
| Karhulan Peli-Karhut           | 0:4                   | Lappeenrannan Pallo             |
| Äänekosken Huima               | 2:3                   | Kings SC Kuopio                 |
| Juankosken Pyrkivä             | 2:6                   | Karelian Pallo                  |
| Toivalan Urheilijat            | 0:5                   | Siilinjärven Palloseura         |
| Suolahden Urho                 | 2:1                   | Outokummun Pallo                |
| Vaajakosken Kuohu              | 2:1                   | Lehmon Pallo-77                 |
| Warkauden TP                   | 0:0 n. V. (4:2 i. E.) | Jyväskylän Palloilijat-77       |
| Tohmajärven Urheilijat         | 0:3                   | Sorsakosken Urheilijat          |
| Iisalmen Pallo-Veikot          | 0:5                   | Etelä-Kuopion Ilves             |
| Jyväskylän Pallokerho          | 4:1                   | Juuan Palloseura                |
| Rovaniemen Työväen Palloilijat | 1:5                   | Jämsänkosken Ilves              |
| JeSP Pallokaverit              | 4:1                   | Kalliosuon Sisu                 |
| Haapamäen Pallo-Pojat          | 2:0                   | Vaajakosken Pallo               |
| Loimaan Palloseura             | 1:3                   | Gamlakarleby BK                 |
| Lapuan Virkiä                  | 1:4                   | TP-55 Seinäjoki                 |
| NoStars Kokkola                | 1:3                   | Kokkolan PS                     |
| IK Myran Nedervetil            | 0:5                   | Vaasan PS                       |
| FC Kiisto Vaasa                | 1:2                   | Vaasan Pallo-Veikot             |
| Oulaisten Huima                | 2:6                   | Sepsi-78 Seinäjoki              |
| IF Närpes Kraft                | 14:00                 | Vetelin Urheilijat              |
| Jakobstads Into                | 0:1 n. V.             | Hovsalan BK                     |
| Larsmo BK                      | 5:3 n. V.             | Kyrön Voima Isokyrö             |
| Kaustinen Pohjan-Veikot        | 1:4                   | Vähänkyron Viesti               |
| Seinäjoki Sepsit               | 00:10                 | Nykarleby IK                    |
| Ykspihlajan Reima              | 4:1                   | Oravais IF                      |
| Iltatähti Oulu                 | 0:1                   | Tornion Pallo -47               |
| Pyhännän Palloseura            | 1:6                   | Kemin Pallotoverit-85           |
| Tornion Tarmo                  | 1:2                   | Kajaanin Haka                   |
| Kittilän Palloseura            | 2:2 n. V. (6:5 i. E.) | Pellon Ponsi                    |
| Oulun Palloseura               | 3:1                   | Pateniemen Urheilijat           |
| Aavasaksan Urheilijat          | 2:2 n. V. (7:6 i. E.) | Rovaniemen Sinetän Nuorisoseura |
| Oulun Pallo-Pojat              | 1:8                   | Kajaanin Palloilijat            |
| Isokylän Pallo-Pojat           | 7:0                   | Rovaniemen Pallo                |
| Vaalan Pallo                   | 0:4                   | Pateniemen Vesa                 |
| Pansion Vintiöt                | 0:5                   | Oulun Luistinseura              |
| Hirvensalon Heitto             | Freilos               |                                 |

## 3. Runde
|                          | Ergebnis              |                                 |
| ------------------------ | --------------------- | ------------------------------- |
| Nummelan Palloseura      | 1:2                   | FC Kiffen 08 Helsinki           |
| Malmin Pallo             | 0:4                   | Ekenäs IF                       |
| Hangö AIK                | 4:6                   | FinnPa Helsinki                 |
| Keravan Pallo-75         | 0:3                   | Team Grani Kauniainen           |
| SexyPöxyt Espoo          | 3:3 n. V. (3:4 i. E.) | Hyvinkään Palloseura            |
| Porvoon Weikot           | 01:10                 | Espoon Palloseura               |
| Laajasalon Palloseura    | 1:3                   | Helsingin Pallo-Pojat           |
| FC Honka Espoo           | 1:2                   | Esbo BK                         |
| FC Käpylä                | 1:2                   | Helsingin Ponnistus             |
| FC Norssi Helsinki       | 6:0                   | Malmin Palloseura               |
| Väiski-67 Helsinki       | 0:4                   | Grankulla IFK                   |
| Puotinkylän Valtti       | 2:1 n. V.             | Helsingfors IFK                 |
| BK-46 Karis              | 0:1                   | Tikkurilan PS                   |
| Suurmetsän Urheilijat    | 6:0                   | Helsingin Palloseura            |
| FC Ogeli                 | 0:1                   | Porvoon Akilles                 |
| Olarin Tarmo-77          | 0:5                   | FC Canon Helsinki               |
| Luvian Kisatoverit       | 0:2                   | Rauman Pallo                    |
| Piikkiön Palloseura      | 1:0                   | Jämsänkosken Ilves              |
| Pargas IF                | 5:2                   | Pihlavan Tyoväen Urheilijat     |
| Harjavallan Pallo        | 2:4                   | Euran Pallo                     |
| Kaarinan Pojat           | 1:0                   | ÅIFK Turku                      |
| Pallo-Iirot Rauma        | 4:1                   | Turun Weikot                    |
| Turun Ponteva            | 0:5                   | IFK Mariehamn                   |
| Hirvensalon Heitto       | 0:1                   | Musan Salama                    |
| Vammalan Palloseura      | 3:4                   | PS-44 Valkeakoski               |
| Lahden City Stars        | 3:6                   | FC Reipas                       |
| Tampereen Kisa-Toverit   | 5:1                   | Pallo Kärpat Hämeenlinna        |
| Tampereen Palloilijat    | 1:3                   | Mänttän Valo                    |
| Forssan A-Futis          | 1:2                   | Toijalan Pallo -49              |
| Heinolan Palloseura      | 1:5                   | Riihimäen Palloseura            |
| Akaan Pallo              | 0:4                   | Tampereen Pallo-Veikot          |
| Liipolan Kisa            | 3:7                   | Tervakosken Pato                |
| Ilves-Pallo Tampere      | 0:9                   | PP-70 Tampere                   |
| Paltsarit Tampere        | 2:0                   | Hämeenlinnan Härmä              |
| Savitaipaleen Urheilijat | 1:2                   | Kulmuri Kuusankoski             |
| FC Kotka                 | 0:6                   | Lappeenrannan Pallo             |
| Imatran Pallo-Salamat    | 0:2 n. V.             | Lauritsalan Työväen Palloilijat |
| Simpeleen Urheilijat     | 0:5                   | Kotkan Työväen Palloilijat      |
| Mikkelin Kissat          | 2:1                   | Savonlinnan Työväen Palloseura  |
| Siilinjärven Palloseura  | 1:1 n. V. (5:4 i. E.) | Karelian Pallo                  |
| Vaajakosken Kuohu        | 0:1                   | Warkauden TP                    |
| Haapamäen Pallo-Pojat    | 1:4                   | JeSP Pallokaverit               |
| Sorsakosken Urheilijat   | 1:4                   | Suolahden Urho                  |
| Jämsänkosken Ilves       | 2:1                   | Jyväskylän Pallokerho           |
| Etelä-Kuopion Ilves      | 3:4                   | Kings SC Kuopio                 |
| Hovsalan BK              | 1:3                   | Kokkolan PS                     |
| Ykspihlajan Reima        | 1:5                   | TP-55 Seinäjoki                 |
| Sepsi-78 Seinäjoki       | 01:11                 | Vaasan PS                       |
| Nykarleby IK             | 2:3 n. V.             | IF Närpes Kraft                 |
| Vähänkyron Viesti        | 7:0                   | Larsmo BK                       |
| Vaasan Pallo-Veikot      | 1:2                   | Gamlakarleby BK                 |
| Kajaanin Haka            | 1:0                   | Oulun Luistinseura              |
| Oulun Palloseura         | 2:2 n. V. (6:7 i. E.) | Kemin Pallotoverit-85           |
| Pateniemen Vesa          | 2:2 n. V. (2:4 i. E.) | Kajaanin Palloilijat            |
| Tornion Pallo -47        | 3:1                   | Isokylän Pallo-Pojat            |
| Kittilän Palloseura      | 5:1                   | Aavasaksan Urheilijat           |

## 4. Runde
|                         | Ergebnis              |                                 |
| ----------------------- | --------------------- | ------------------------------- |
| FC Canon Helsinki       | 1:0                   | Team Grani Kauniainen           |
| Hyvinkään Palloseura    | 0:2                   | FC Kiffen 08 Helsinki           |
| Suurmetsän Urheilijat   | 0:2                   | Grankulla IFK                   |
| Porvoon Akilles         | 1:4                   | Tikkurilan PS                   |
| FC Norssi Helsinki      | 1:5                   | Helsingin Pallo-Pojat           |
| Helsingin Ponnistus     | 0:1                   | FinnPa Helsinki                 |
| Espoon Palloseura       | 3:0                   | Esbo BK                         |
| Puotinkylän Valtti      | 3:2 n. V.             | Ekenäs IF                       |
| Euran Pallo             | 3:2                   | Musan Salama                    |
| Pallo-Iirot Rauma       | 1:2                   | IFK Mariehamn                   |
| Kaarinan Pojat          | 0:2                   | Rauman Pallo                    |
| Piikkiön Palloseura     | 1:1 n. V. (3:2 i. E.) | Pargas IF                       |
| PS-44 Valkeakoski       | 2:1 n. V.             | Toijalan Pallo -49              |
| FC Reipas               | 0:4                   | Riihimäen Palloseura            |
| Mänttän Valo            | 3:2                   | Tervakosken Pato                |
| Paltsarit Tampere       | 2:0                   | PP-70 Tampere                   |
| Tampereen Kisa-Toverit  | 2:2 n. V. (3:2 i. E.) | Tampereen Pallo-Veikot          |
| Mikkelin Kissat         | 2:5                   | Lauritsalan Työväen Palloilijat |
| Kulmuri Kuusankoski     | 1:2 n. V.             | Warkauden TP                    |
| Lappeenrannan Pallo     | 4:2                   | Kotkan Työväen Palloilijat      |
| Siilinjärven Palloseura | 1:4                   | Jämsänkosken Ilves              |
| JeSP Pallokaverit       | 1:0                   | Kings SC Kuopio                 |
| IF Närpes Kraft         | 3:2                   | Kokkolan PS                     |
| Vähänkyron Viesti       | 3:6 n. V.             | Vaasan PS                       |
| Suolahden Urho          | 1:2 n. V.             | TP-55 Seinäjoki                 |
| Kittilän Palloseura     | 2:3                   | Tornion Pallo -47               |
| Gamlakarleby BK         | 0:2                   | Kajaanin Palloilijat            |
| Kajaanin Haka           | 4:1                   | Kemin Pallotoverit-85           |

## 5. Runde
In dieser Runde stiegen die zwölf Zweitligisten ein.
|                                 | Ergebnis  |                          |
| ------------------------------- | --------- | ------------------------ |
| IF Närpes Kraft                 | 1:2       | Porin Pallo-Toverit      |
| Jämsänkosken Ilves              | 5:3       | Tampereen Kisa-Toverit   |
| TP-55 Seinäjoki                 | 0:1       | Kokkolan Palloveikot     |
| Paltsarit Tampere               | 0:1       | Vaasan PS                |
| JeSP Pallokaverit               | 2:1       | Kajaanin Palloilijat     |
| Tornion Pallo -47               | 1:2       | Kajaanin Haka            |
| Warkauden TP                    | 0:2       | Kuopion Elo              |
| Koparit Kuopio                  | 2:0       | Pallo-Kerho 37           |
| Piikkiön Palloseura             | 0:3       | Rauman Pallo             |
| Euran Pallo                     | 1:0       | Turun Pallo              |
| Tikkurilan PS                   | 1:3 n. V. | Valkeakosken Koskenpojat |
| IFK Mariehamn                   | 1:0       | Turun Toverit            |
| Mänttän Valo                    | 1:5       | FinnPa Helsinki          |
| PS-44 Valkeakoski               | 2:0       | Riihimäen Palloseura     |
| Grankulla IFK                   | 0:5       | Vantaan Pallo-70         |
| FC Canon Helsinki               | 0:3       | Kontulan Urheilijat      |
| Lauritsalan Työväen Palloilijat | 2:1       | Lappeenrannan Pallo      |
| FC Kiffen 08 Helsinki           | 1:5       | Helsingin Pallo-Pojat    |
| Puotinkylän Valtti              | 2:4       | Espoon Palloseura        |
| Kumu Kuusankoski                | 4:3 n. V. | Myllykosken Pallo -47    |

## 6. Runde
In dieser Runde stiegen die zwölf Erstligisten ein.
|                                 | Ergebnis  |                           |
| ------------------------------- | --------- | ------------------------- |
| Euran Pallo                     | 3:1       | IFK Mariehamn             |
| Espoon Palloseura               | 0:7       | Rovaniemi PS              |
| Vaasan PS                       | 2:3       | Haka Valkeakoski          |
| Lauritsalan Työväen Palloilijat | 1:2       | Kemin Palloseura          |
| Ilves Tampere                   | 4:2       | Helsingin Pallo-Pojat     |
| Jämsänkosken Ilves              | 2:1       | Mikkelin Palloilijat      |
| Vantaan Pallo-70                | 0:3       | Turku PS                  |
| PS-44 Valkeakoski               | 00:10     | Kuusysi Lahti             |
| Kajaanin Haka                   | 1:3       | FinnPa Helsinki           |
| Rauman Pallo                    | 2:3 n. V. | FF Jaro                   |
| Kontulan Urheilijat             | 2:5       | Lahden Reipas             |
| Kumu Kuusankoski                | 2:1       | Kokkolan Palloveikot      |
| JeSP Pallokaverit               | 0:9       | HJK Helsinki              |
| Porin Pallo-Toverit             | 0:3       | Oulun Työväen Palloilijat |
| Valkeakosken Koskenpojat        | 0:1 n. V. | Kuopion PS                |
| Koparit Kuopio                  | 2:0       | Espoon Palloseura         |

## 7. Runde
|                    | Ergebnis              |                           |
| ------------------ | --------------------- | ------------------------- |
| Euran Pallo        | 2:3 n. V.             | Rovaniemi PS              |
| Haka Valkeakoski   | 3:1                   | Kemin Palloseura          |
| Jämsänkosken Ilves | 0:2                   | Ilves Tampere             |
| Turku PS           | 0:0 n. V. (6:7 i. E.) | Kuusysi Lahti             |
| FinnPa Helsinki    | 0:0 n. V. (5:4 i. E.) | FF Jaro                   |
| Lahden Reipas      | 6:1                   | Kumu Kuusankoski          |
| HJK Helsinki       | 5:1                   | Oulun Työväen Palloilijat |
| Kuopion PS         | 5:2                   | Koparit Kuopio            |

## Viertelfinale
|                 | Ergebnis |                  |
| --------------- | -------- | ---------------- |
| Rovaniemi PS    | 1:3      | Haka Valkeakoski |
| Ilves Tampere   | 3:0      | Kuusysi Lahti    |
| FinnPa Helsinki | 0:6      | Lahden Reipas    |
| HJK Helsinki    | 2:3      | Kuopion PS       |

## Halbfinale
|                  | Ergebnis |               |
| ---------------- | -------- | ------------- |
| Haka Valkeakoski | 2:1      | Ilves Tampere |
| Lahden Reipas    | 0:4      | Kuopion PS    |

## Finale
| Paarung        | Haka Valkeakoski – Kuopion PS |
| Ergebnis       | 2:3 (1:2) |
| Datum          | 14. Oktober 1989 um 16:30 Uhr (15:30 Uhr MEZ) |
| Stadion        | Olympiastadion, Helsinki |
| Zuschauer      | 5.203 |
| Schiedsrichter | Kari Herva |
| Tore           | 0:1 Heikki Turunen (14.) 0:2 Harri Nyyssonen (24.) 1:2 Mauri Holappa (31.) 2:2 Ari Valvee (52.) 2:3 Harri Nyyssonen (55.) |
| Kuopion PS     | Eingesetzte Spieler: Jyrki Rovio – Kari Tissari, Tuomo Hyvärinen, Markus Räsänen, Yrjö Happonen, Hannu Turunen, Jukka Mykkänen, Petteri Kupiainen, Janne Savolainen, Harri Nyyssönen, Kari Niskanen, Vesa Martiskainen, Jyrki Houtsonen, Jukka Turunen, Timo Vesterinen, Ari Kokkonen, Heikki Turunen |